# Klasyczna teoria organizacji
Klasyczna teoria organizacji – nurt zmierzający do określenia zasad i umiejętności leżących u podłoża skutecznego zarządzania.
Klasyczna teoria organizacji powstała w wyniku poszukiwania zasad zarządzania złożonymi organizacjami, takimi jak fabryki. Celem tego nurtu było koncentrowanie się na całej organizacji oraz sposobach uczynienia jej bardziej sprawną i skuteczną.